# Liste der Länderspiele der nigerianischen Futsalnationalmannschaft
Die nachfolgende Liste enthält alle Länderspiele der nigerianischen Futsalnationalmannschaft der Männer, die der Fußballverband von Nigeria, die Nigeria Football Federation (NFF, 1945–2008 Nigeria Football Association (NFA)), im Jahr 1992 gegründet hat. Futsal ist die einzige von der FIFA anerkannte Variante des Hallenfußballs. Bisher wurden acht Länderspiele ausgetragen.

## Länderspielübersicht
Legende
- Erg. = Ergebnis
- n. V. = nach Verlängerung
- i. S. = im Sechsmeterschießen
- abg. = Spielabbruch
- H = Heimspiel
- A = Auswärtsspiel
- * = Spiel auf neutralem Platz
- Hintergrundfarbe grün = Sieg
- Hintergrundfarbe gelb = Unentschieden
- Hintergrundfarbe rot = Niederlage

| Nr.                    | Datum      | Erg. | Gegner      |   | Austragungsort                             | Anlass                                | Bemerkungen |
| ---------------------- | ---------- | ---- | ----------- | - | ------------------------------------------ | ------------------------------------- | --- |
| 1                      | 15.11.1992 | 2:6  | Argentinien | * | Hongkong (HKG), Hong Kong Coliseum         | Weltmeisterschaft 1992- Endrunde      | Erstes Spiel auf neutralem Platz Erste Niederlage Erste Niederlage auf neutralem Platz Höchste Niederlage auf neutralem Platz Erstes Länderspiel gegen Argentinien |
| 2                      | 17.11.1992 | 4:5  | Polen       | * | Hongkong (HKG), Kowloon Park Sports Centre | Weltmeisterschaft 1992- Endrunde      | Erstes Länderspiel gegen Polen |
| 3                      | 20.11.1992 | 1:4  | Hongkong    | A | Hongkong (HKG), Hong Kong Coliseum         | Weltmeisterschaft 1992- Endrunde      | Erstes Auswärtsspiel Erste Auswärtsniederlage Erstes Länderspiel gegen Hongkong                                                                                    |
| 4                      | 21.03.2008 | 0:4  | Libyen      | A | Tripolis (LBY)                             | Afrikameisterschaft 2008- Endrunde    | Erstes Länderspiel gegen Libyen |
| 5                      | 22.03.2008 | 3:3  | Kamerun     | * | Tripolis (LBY)                             | Afrikameisterschaft 2008- Endrunde    | Erstes Unentschieden Erstes Unentschieden auf neutralem Platz Höchstes Unentschieden Höchstes Unentschieden auf neutralem Platz Erstes Länderspiel gegen Kamerun   |
| 6                      | 24.03.2008 | 1:2  | Marokko     | * | Tripolis (LBY)                             | Afrikameisterschaft 2008- Endrunde    | Erstes Länderspiel gegen Marokko |
| 7                      | 25.03.2008 | 5:3  | Tunesien    | * | Tripolis (LBY)                             | Afrikameisterschaft 2008- Endrunde    | Erster Sieg Erster Sieg auf neutralem Platz Höchster Sieg Höchster Sieg auf neutralem Platz Erstes Länderspiel gegen Tunesien                                      |
| 8                      | 08.06.2012 | 2:8  | Ägypten     | A | Kairo (EGY)                                | Weltmeisterschaft 2012- Qualifikation | Höchste Niederlage Höchste Auswärtsniederlage Erstes Länderspiel gegen Ägypten                                                                                     |
| Stand: 27. August 2018 |            |      |             |   |                                            |                                       | |

## Statistik
In der Statistik werden nur die offiziellen Länderspiele berücksichtigt.
Legende
- Sp. = Spiele
- Sg. = Siege
- Uts. = Unentschieden
- Ndl. = Niederlagen
- Hintergrundfarbe grün = positive Bilanz
- Hintergrundfarbe gelb = ausgeglichene Bilanz
- Hintergrundfarbe rot = negative Bilanz

### Gegner
| Land        | Kontinentalverband | Sp. | Sg. | Uts. | Ndl. | Torverhältnis |
| ----------- | ------------------ | --- | --- | ---- | ---- | ------------- |
| Ägypten     | CAF                | 1   | 0   | 0    | 1    | 2:8           |
| Argentinien | CONMEBOL           | 1   | 0   | 0    | 1    | 2:6           |
| Hongkong    | AFC                | 1   | 0   | 0    | 1    | 1:4           |
| Kamerun     | CAF                | 1   | 0   | 1    | 0    | 3:3           |
| Libyen      | CAF                | 1   | 0   | 0    | 1    | 0:4           |
| Marokko     | CAF                | 1   | 0   | 0    | 1    | 1:2           |
| Polen       | UEFA               | 1   | 0   | 0    | 1    | 4:5           |
| Tunesien    | CAF                | 1   | 1   | 0    | 0    | 5:3           |
| Gesamt      | Gesamt             | 8   | 1   | 1    | 6    | 18:35         |

### Kontinentalverbände
| Kontinentalverband                 | Sp. | Sg. | Uts. | Ndl. | Torverhältnis |
| ---------------------------------- | --- | --- | ---- | ---- | ------------- |
| AFC (Asien)                        | 1   | 0   | 0    | 1    | 1:4           |
| CAF (Afrika)                       | 5   | 1   | 1    | 3    | 11:20         |
| CONCACAF (Nord- und Mittelamerika) | 0   | 0   | 0    | 0    | 0:0           |
| CONMEBOL (Südamerika)              | 1   | 0   | 0    | 1    | 2:6           |
| OFC (Ozeanien)                     | 0   | 0   | 0    | 0    | 0:0           |
| UEFA (Europa)                      | 1   | 0   | 0    | 1    | 4:5           |
| Gesamt                             | 8   | 1   | 1    | 6    | 18:35         |

### Anlässe
| Anlass                                 | Sp. | Sg. | Uts. | Ndl. | Torverhältnis |
| -------------------------------------- | --- | --- | ---- | ---- | ------------- |
| Weltmeisterschaft-Endrundenspiele      | 3   | 0   | 0    | 3    | 07:15         |
| Weltmeisterschaft-Qualifikationsspiele | 1   | 0   | 0    | 1    | 2:8           |
| Afrikameisterschaft-Endrundenspiele    | 4   | 1   | 1    | 2    | 09:12         |
| Freundschaftsspiele                    | 0   | 0   | 0    | 0    | 0:0           |
| Gesamt                                 | 8   | 1   | 1    | 6    | 18:35         |

### Spielarten
| Spielart                       | Sp. | Sg. | Uts. | Ndl. | Torverhältnis |
| ------------------------------ | --- | --- | ---- | ---- | ------------- |
| Heimspiele (H)                 | 0   | 0   | 0    | 0    | 0:0           |
| Spiele auf neutralem Platz (*) | 5   | 1   | 1    | 3    | 15:19         |
| Auswärtsspiele (A)             | 3   | 0   | 0    | 3    | 03:16         |
| Gesamt                         | 8   | 1   | 1    | 6    | 18:35         |

### Austragungsorte
| Austragungsort | Land     | Sp. | Sg. | Uts. | Ndl. | Torverhältnis |
| -------------- | -------- | --- | --- | ---- | ---- | ------------- |
| Hongkong       | Hongkong | 3   | 0   | 0    | 3    | 07:15         |
| Kairo          | Ägypten  | 1   | 0   | 0    | 1    | 2:8           |
| Tripolis       | Libyen   | 4   | 1   | 1    | 2    | 09:12         |
| Gesamt         | Gesamt   | 8   | 1   | 1    | 6    | 18:35         |

### Spielergebnisse
|      | Gegentore | Gegentore | Gegentore | Gegentore | Gegentore | Gegentore | Gegentore | Gegentore | Gegentore |
| Tore | 0         | 1         | 2         | 3         | 4         | 5         | 6         | 7         | 8         |
| ---- | --------- | --------- | --------- | --------- | --------- | --------- | --------- | --------- | --------- |
| 0    | -         | -         | -         | -         | 1         | -         | -         | -         | -         |
| 1    | -         | -         | 1         | -         | 1         | -         | -         | -         | -         |
| 2    | -         | -         | -         | -         | -         | -         | 1         | -         | 1         |
| 3    | -         | -         | -         | 1         | -         | -         | -         | -         | -         |
| 4    | -         | -         | -         | -         | -         | 1         | -         | -         | -         |
| 5    | -         | -         | -         | 1         | -         | -         | -         | -         | -         |